# Hammar (Kristianstad)
Hammar ist ein Tätort in der Gemeinde Kristianstad in der schwedischen Provinz Skåne län.
Der Ort liegt östlich von Kristianstad und hatte im Jahr 2015 3311 Einwohner. Das entspricht einem Wachstum von über 50 Prozent gegenüber 2010, vorwiegend durch Zusammenwachsen mit dem zuvor eigenständigen, südöstlich gelegenen Viby (991 Einwohner 2010).
Südlich des Ortes verläuft in Ost-West-Richtung die Europastraße E22.